# Spoorlijn Bad Münder - Bad Nenndorf
De spoorlijn Bad Münder - Bad Nenndorf was een Duitse spoorlijn in Nedersaksen en was als spoorlijn 1762 onder beheer van DB Netze. 

## Geschiedenis
Het traject werd door de Preußische Staatseisenbahnen geopend tussen oktober 1904 en juni 1905. De lijn heeft voor personenvervoer nooit een grote betekenis gehad. Tot de bouw van de spoorlijn Hannover-Linden Hafen - aansluiting Empelde was deze wel een belangrijke schakel in het goederenverkeer. In 1968 werd het personenvervoer opgeheven en vanaf 1974 stapsgewijs ook het goederenvervoer. 

## Aansluitingen
In de volgende plaatsen is of was er een aansluiting op de volgende spoorlijnen:
Bad Münder
DB 1760, spoorlijn tussen Hannover en Soest
Bad Nenndorf
DB 1761, spoorlijn tussen Weetzen en Haste